# 카과수주

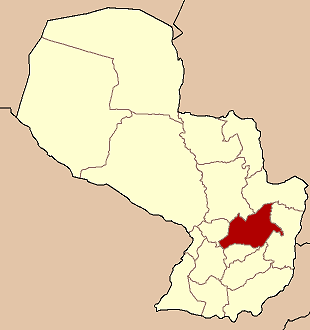
카과수 주의 위치

카과수주(스페인어: Departamento de Caaguazú)는 파라과이 남동부에 위치한 주로 주도는 코로넬오비에도이며 면적은 11,474km2, 인구는 448,983명(2002년 기준), 인구 밀도는 39명/km2이다.
북쪽으로는 산페드로 주와 카닌데유 주, 동쪽으로는 알토파라나 주, 서쪽으로는 코르디예라 주와 파라과리 주, 남쪽으로는 과이라 주, 카사파 주와 접한다. 21개 현을 관할한다.

주기
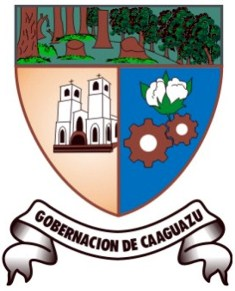
주 문장